# Мецана (Салерно)
Мецана је насеље у Италији у округу Салерно, региону Кампанија.
Према процени из 2011. у насељу је живело 22 становника. Насеље се налази на надморској висини од 451 м.